# Boisville-la-Saint-Père
Boisville-la-Saint-Père település Franciaországban, Eure-et-Loir megyében. Lakosainak száma 721 fő (2022. január 1.). Boisville-la-Saint-Père Allonnes, Beauvilliers, Moutiers, Réclainville, Ouarville, Moinville-la-Jeulin és Prunay-le-Gillon községekkel határos.

## Népesség
A település népességének változása:
| Lakosok száma | 558  | 638  | 652  | 721  | 705  | 702  | 712  | 724  | 718  | 721  |
|               | 1968 | 1982 | 1990 | 2006 | 2013 | 2015 | 2017 | 2019 | 2020 | 2022 |